# The Kid Laroi
Чарлтон Кенет Џефри Хауард (енгл. Charlton Kenneth Jeffrey Howard; Сиднеј, 17. август 2003), познат као The Kid Laroi (стилизовано the Kid LAROI), аустралијски је репер, певач и текстописац. Првобитно је стекао пажњу јавности због свог пријатељства са америчким репером Juice Wrld док је био на турнеји у Аустралији.

## Биографија
Рођен је 17. августа 2003. године у Сиднеју. Син је музичког продуцента Ника Хауарда и менаџерке за таленте Слоун Хауард. Има брата, Остина.

## Дискографија
- (2023)[9]